# Championnats du monde de cyclisme sur route 1979
Navigation
Nürburg 1978 Sallanches 1980
Les championnats du monde de cyclisme sur route 1979 ont eu lieu le 26 août 1979 à Fauquemont aux Pays-Bas.

## Résultats
| Épreuves :                                       | Or                                                                                 | Or              | Argent                                                               | Argent | Bronze                                                                  | Bronze |
| Épreuves masculines                              |                                                                                    |                 |                                                                      |        |                                                                         |        |
| Hommes - course en ligne                         | Jan Raas Pays-Bas                                                                  | 7 h 03 min 09 s | Dietrich Thurau Allemagne de l'Ouest                                 | -      | Jean-René Bernaudeau France                                             | -      |
| Hommes - amateurs - course en ligne              | Gianni Giacomini Italie                                                            | -               | Jan Jankiewicz Pologne                                               | -      | Bernd Drogan Allemagne de l'Est                                         | -      |
| Hommes - amateurs - contre-la-montre par équipes | Allemagne de l'Est Bernd Drogan Hans-Joachim Hartnick Andreas Petermann Falk Boden | -               | Pologne Jan Jankiewicz Czesław Lang Stefan Ciekanski Witold Plutecki | -      | Norvège Geir Digerud Morten Saether Jostein Wilmann Hans-Peter Odegaard | -      |
| Épreuve féminine                                 |                                                                                    |                 |                                                                      |        |                                                                         |        |
| Femmes - course en ligne                         | Petra de Bruin Pays-Bas                                                            | -               | Jen De Smet Belgique                                                 | -      | Beate Habetz Allemagne de l'Ouest                                       | -      |

## Tableau des médailles
| Rang  | Nation               | Or | Argent | Bronze | Total |
| ----- | -------------------- | -- | ------ | ------ | ----- |
| 1     | Pays-Bas             | 2  | 0      | 0      | 2     |
| 2     | Allemagne de l'Est   | 1  | 0      | 1      | 2     |
| 3     | Italie               | 1  | 0      | 0      | 1     |
| 4     | Allemagne de l'Ouest | 0  | 1      | 1      | 2     |
| 5     | Pologne              | 0  | 2      | 0      | 2     |
| 6     | Belgique             | 0  | 1      | 0      | 1     |
| 7     | France               | 0  | 0      | 1      | 1     |
| 7     | Norvège              | 0  | 0      | 1      | 1     |
| Total | Total                | 4  | 4      | 4      | 12    |